# Sudbury Town (stanice metra v Londýně)
Sudbury Town je stanice metra v Londýně, otevřená 28. června 1903. Dříve se nacházela na lince District Line dnes na:
- Piccadilly Line (mezi stanicemi Sudbury Hill a Alperton)

| Rok  | Počet cestujících |
| ---- | ----------------- |
| 2011 | 2,06 mil          |
| 2012 | 2,01 mil          |
| 2013 | 1,98 mil          |
| 2014 | 2,10 mil          |